# كينيث ر. ماكليود
كينيث ر. ماكليود هو سياسي كندي، ولد في 5 ديسمبر 1955. انتخب عضو الجمعية التشريعية لنيو برونزويك ‏.